# غدابيغ
غدابيغ (بالأذرية: Gədəbəy)،  (بالأرمنية: Գետաբեկ)‏ هي مدينة وعاصمة مقاطعة غدابيغ في أذربيجان.